# Eldkvarn

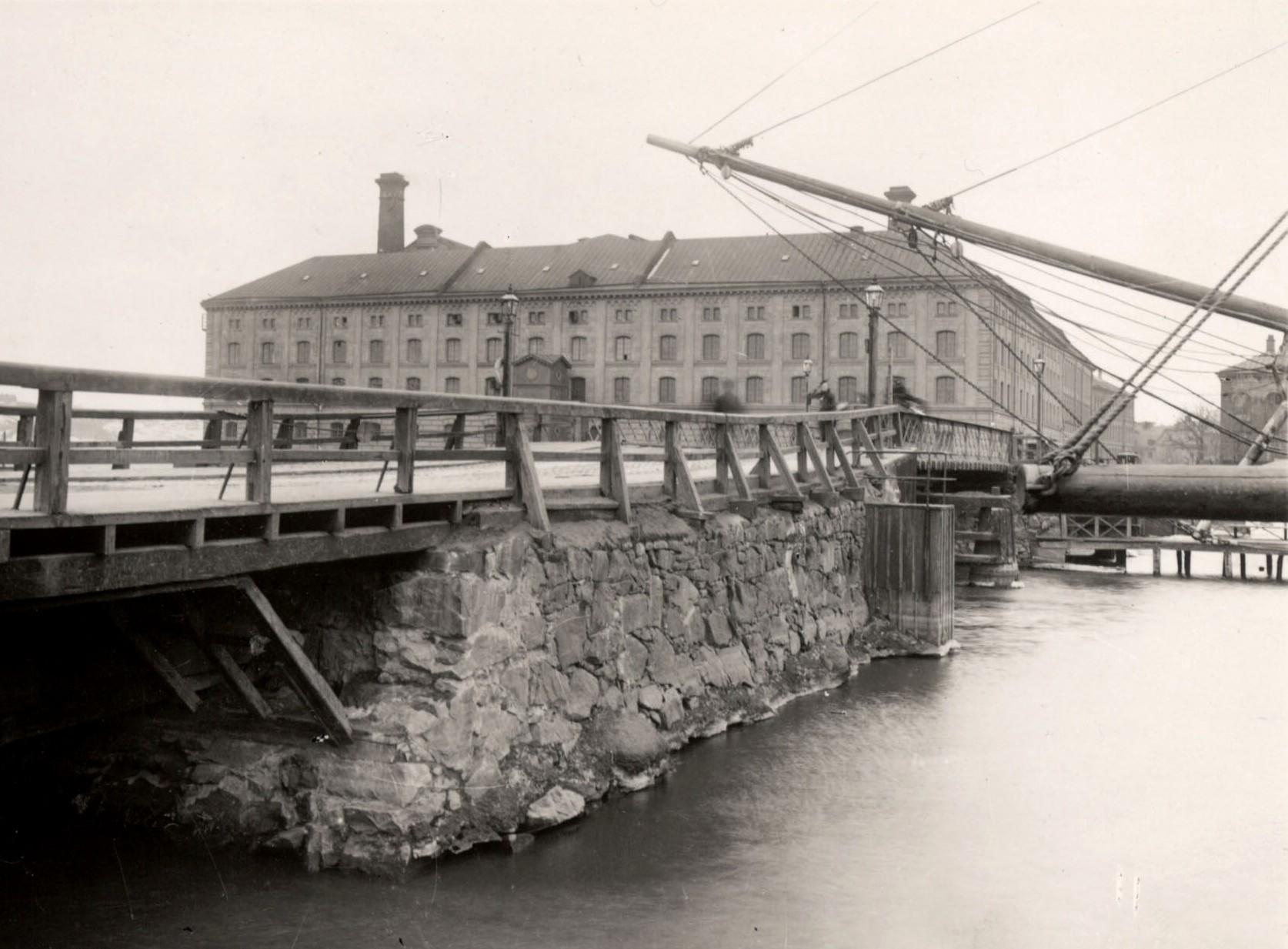
Eldkvarn och Kungsholmsbron ca 1860.

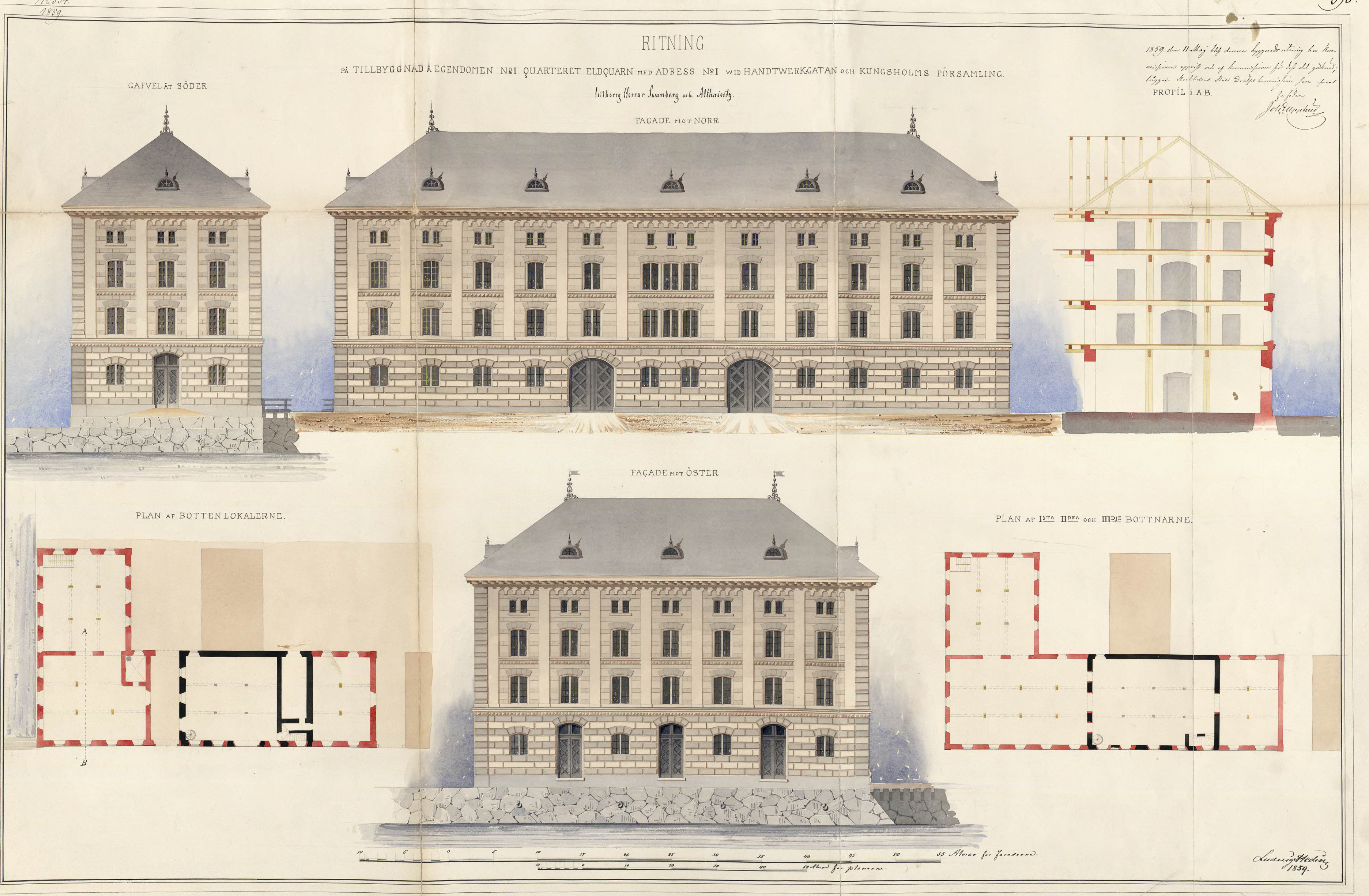
Byggnadsritningarna från 1859

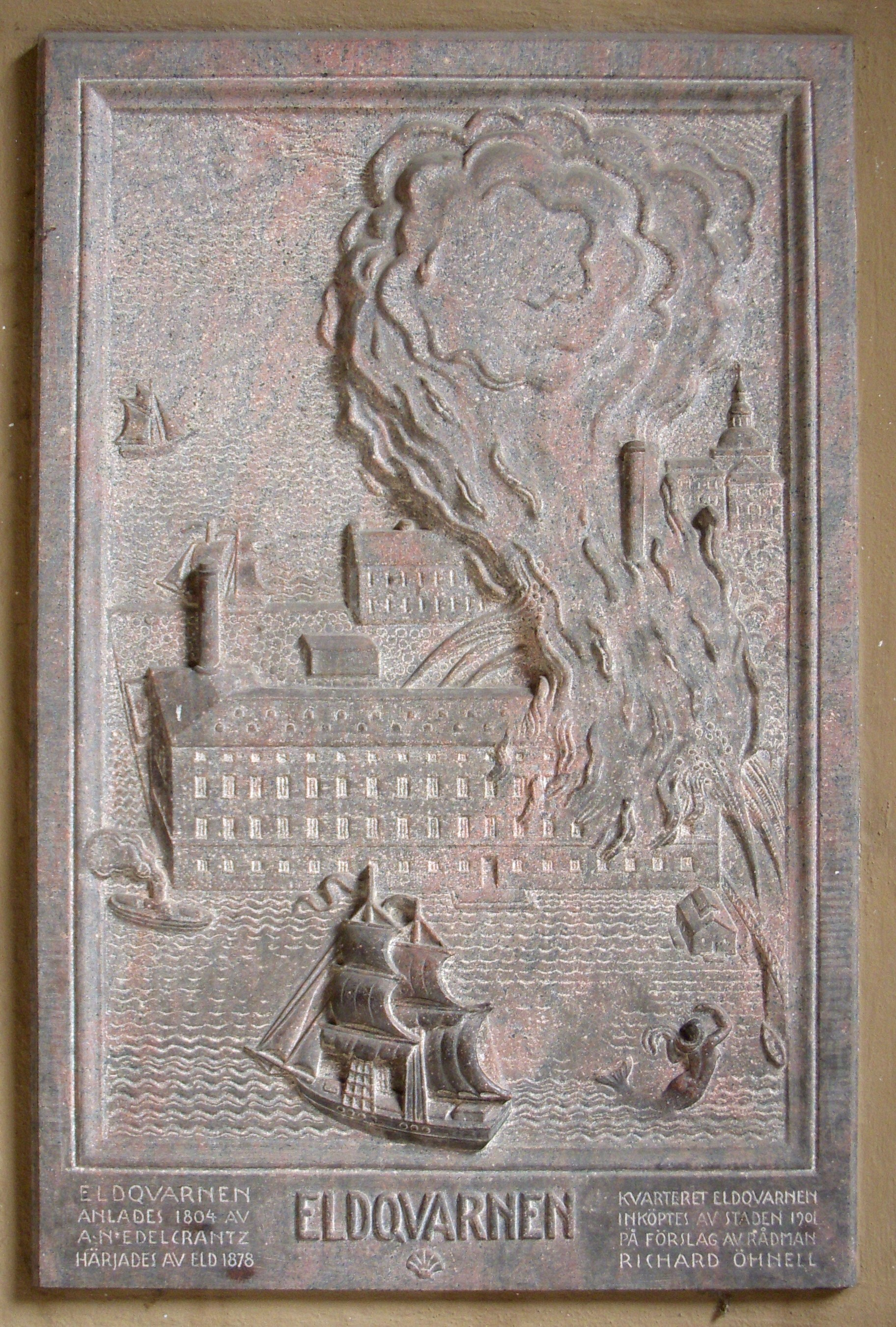
Stentavla om "Eldqvarnen" i Stockholms stadshus portvalv.

Eldkvarn kallades en ångdriven kvarn som fanns vid östra Kungsholmen i Stockholm. Den skadades vid en brand torsdagen den 31 oktober 1878. Kvartersnamnet Eldkvarnen påminner fortfarande idag om denna kvarn. På platsen ligger idag Stockholms stadshus.
Eldkvarnens brand har givit upphov till uttrycket ”inte sedan Eldkvarn brann” i betydelsen "för väldigt länge sedan".

## Historik
Kvarnen byggdes 1805 åt akademiledamoten Abraham Niclas Edelcrantz och försågs med en 20 hk ångmaskin av fabrikat Boulton & Watt som drivkälla. Samuel Owen var anställd vid detta företag och kallades över till Stockholm för att hjälpa till med installationen och igångkörning. Namnet Eldkvarn har sitt ursprung i att ångmaskinen, när den introducerades som drivmotor på slutet av 1700-talet, kallades "eld - och luftmachin", det vill säga drevs av eld och luft, där "luft" avsåg vattenånga. Den mer korrekta benämningen på kvarnen borde egentligen ha varit "ångkvarn", en benämning som dock började användas först i mitten på 1800-talet när ångdriften hade etablerat sig som den viktigaste drivkällan inom industrin och även för kvarnar för malning av spannmål. Kvarnen såldes 1815 till staten.
1845 köptes kvarnen av bagaren Fredric Althainz som från 1847 drev rörelsen vidare tillsammans med Adam Svanberg genom firman Svanberg & Althainz. Med hjälp av mekanisk utrustning från det närbelägna Bolinders tillverkade man framgångsrikt bland annat skeppsskorpor till flottan och rederierna. 1859 lät man uppföra ett nytt ståtligt magasinshus i sten vid det framträdande läget på kajens hörn. För ritningarna svarade arkitekten Ludvig Hedin.

## Branden

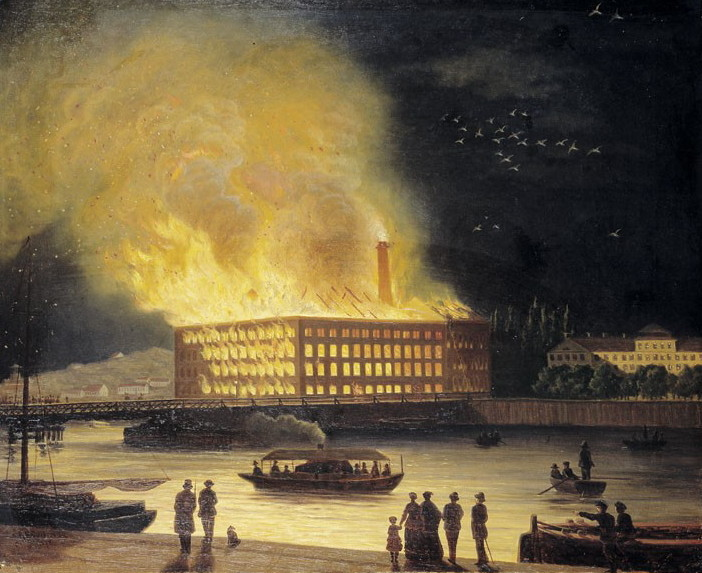
31 oktober 1878, Eldkvarn brinner
Målning av Gustaf Carleman.

Branden startade strax före klockan 17 i kvarnrummet en trappa upp i huset vid Hantverkargatan på Kungsholmen. Brandorsaken var troligen att friktionen mellan kvarnstenarna blev så stark att mjölet antändes.
Efter branden trodde man först att en nerfallande gaslampa antänt mjöldammet. En noggrann polisutredning gjordes, som visade att självantändning genom friktion i ett kvarnstenspar var den mest sannolika förklaringen.
Dagens Nyheter publicerade en artikel om branden dagen efter, den 1 november 1878 med följande text;
Ett utomordentligt storartat, fastän hemskt skådespel, erbjöds huvudstaden i går eftermiddag, vid och efter mörkrets inbrott, då den å Kungsholmen belägna Eldkvarnen med sina väldiga upplag av säd och mjöl härjades av en brand, vartill man dess bättre hos oss ej ofta får se ett motstycke. I anseende till brandens häftiga utbrott och eldens raska kringgripande upplystes hela huvudstaden och dess närmaste omgivningar som genom ett trollslag. På Djurgården tycktes det som ett ofantligt elektriskt ljus skulle kastat ett mäktigt strålknippe åt detta håll, och vattnet mellan Djurgården och Skeppsholmen var redan då eldfärgat. Ofantliga människoskaror voro på benen. Norrbro, Vasabron och gångbanan voro till trängsel fyllda av åskådare, bland vilka de mest varierande rykten gingo om brandens uppkomst och de otroligaste historier uppdukades.

## Efter branden
Kvarnen kunde dock fortsätta att mala även efter branden och användes ända fram till 1906. Rivningen påbörjades i oktober 1906. På Eldkvarnstomten, som fick kvartersbeteckningen Eldkvarnen byggdes sedermera Stockholms stadshus. En stentavla i stadshusets portal påminner om det.

## Övrigt
Inte långt ifrån platsen där Eldkvarn låg förvärvade Samuel Owen 1809, efter att ha flyttat till Sverige, den "Appelqvistska egendomen" på Kungsholmen där han byggde upp det egna företaget Kungsholms Mekaniska Werkstad, en anläggning som innehöll både gjuteri och mekanisk verkstad. Gatan intill verkstaden heter Samuel Owens gata än idag, och en del av de gamla verkstadslokalerna ligger fortfarande kvar.